# Jan Václav Voříšek
Jan Václav Hugo Voříšek, niem. Johann Hugo Voříšek, nazwisko pisane też Worzischek, Woržischek (ur. 11 maja 1791 w Vamberku, zm. 19 listopada 1825 w Wiedniu) – czeski kompozytor i pianista.

## Życiorys
Uczył się śpiewu i gry na fortepianie od ojca, Václava Františka Voříška, który był organistą, chórmistrzem i nauczycielem w Vamberku. Od wieku 7 lat występował jako organista i pisał pierwsze kompozycje. Następnie prowadził żywot wędrownego pianisty, podróżował po miastach czeskich, docierając do Pragi, gdzie zamieszkał na stałe. Dzięki wsparciu hrabiny Roziny Kolovratovej-Libštejnskiej, w latach 1802–1810 uczęszczał do gimnazjum jezuickiego w Małej Stranie, gdzie pełnił też funkcję organisty. W 1804 roku uczęszczał na kurs teorii u Václava Jana Křtitela Tomáška. Od 1810 do 1813 roku studiował filozofię, estetykę, matematykę i prawo na Uniwersytecie Praskim. W 1813 roku wyjechał do Wiednia, gdzie poznał m.in. Beethovena i Hummla. Przyjaźnił się z Schubertem. W 1819 roku został głównym dyrygentem i członkiem komitetu doradczego Gesellschaft der Musikfreunde, a w 1825 roku jego członkiem zwyczajnym, brał też udział w jego koncertach kameralnych. W 1820 roku zainicjował cykl niedzielnych koncertów kwartetowych. W 1822 roku został zatrudniony w austriackim Ministerstwie Wojny. Od 1823 roku był pierwszym organistą dworu cesarskiego. Chorował na gruźlicę, która doprowadziła do śmierci. Pochowany został na wiedeńskim cmentarzu Währing.

## Wybrane kompozycje
(na podstawie materiałów źródłowych)

### Utwory orkiestrowe
- Symfonia D-dur (1823, wyd. 1825)
- Grand rondeau concertant D-dur na fortepian, skrzypce, wiolonczelę i orkiestrę (1820, wyd. 1826)

### Utwory na fortepian i orkiestrę
- Introduction et Rondeau brillant D-dur (1817, wyd. 1826)
- Variations brillantes C-dur (1818, wyd. 1824); także wersja na 2 fortepiany oraz fortepian i kwartet smyczkowy
- Variations di bravura B-dur (ok. 1820, wyd. 1823)
- Rondo espagnol d-moll (ok. 1822, wyd. 1824)

### Utwory kameralne
- Rondo A-dur na kwartet smyczkowy (wyd. 1822)
- Rondo über den beliebten Bolero E-dur na skrzypce lub wiolonczelę i fortepian (1818, wyd. 1819)
- Rondo A-dur na skrzypce lub wiolonczelę i fortepian (1819, wyd. 1821)
- Sonata G-dur na skrzypce i fortepian (1819, wyd. 1820)
- Wariacje d-moll na wiolonczelę i fortepian (ok. 1820, wyd. 1822)

### Utwory fortepianowe
- Sonata b-moll (1824, wyd. 1825)
- Temat i wariacje B-dur (1822, wyd. 1825)
- Fantazja C-dur (ok. 1821, wyd. 1822)
- 12 rapsodii (1813–1818, wyd. 1818)
- Impromptu B-dur (wyd. 1817)
- 6 Impromptus (1820, wyd. 1821)
- Impromptu F-dur (wyd. 1824)
- Uwertura c-moll na 2 fortepiany (wyd. 1824)

### Pieśni solowe
- Nevinnost, słowa Václav Hanka (wyd. Praga ok. 1813)
- 3 Lieder (1815, wyd. 1824)
- 3 Gedichte (1815, wyd. 1825)
- Liebe, słowa  Karl Friedrich Müchler (ok. 1815, wyd. 1824)

### Utwory wokalno-instrumentalne
- Msza B-dur na 4 głosy solowe, chór i orkiestrę (1825)

## Twórczość
Ceniony był w środowisku muzycznym Wiednia. Napisaną w ostatnich miesiącach życia kompozytora dla wiedeńskiej Hofkapelle Mszę B-dur wykonywano jeszcze wiele lat po jego śmierci. W swojej twórczości nawiązywał do wzorców klasycznych, wyrażających się w repertuarze form i gatunków, zrównoważeniu środków wyrazu i nawiązaniach stylistycznych. Jako pianista tworzył w stylu brillant. Uważany jest za prekursora romantycznej miniatury fortepianowej i twórcę gatunku impromptu. Na początku lat 20. XIX wieku Voříšek oprócz muzyki fortepianowej zaczął uprawiać także wielkie formy instrumentalne, nawiązując w nich do osiągnięć Beethovena.